# Mangrovă

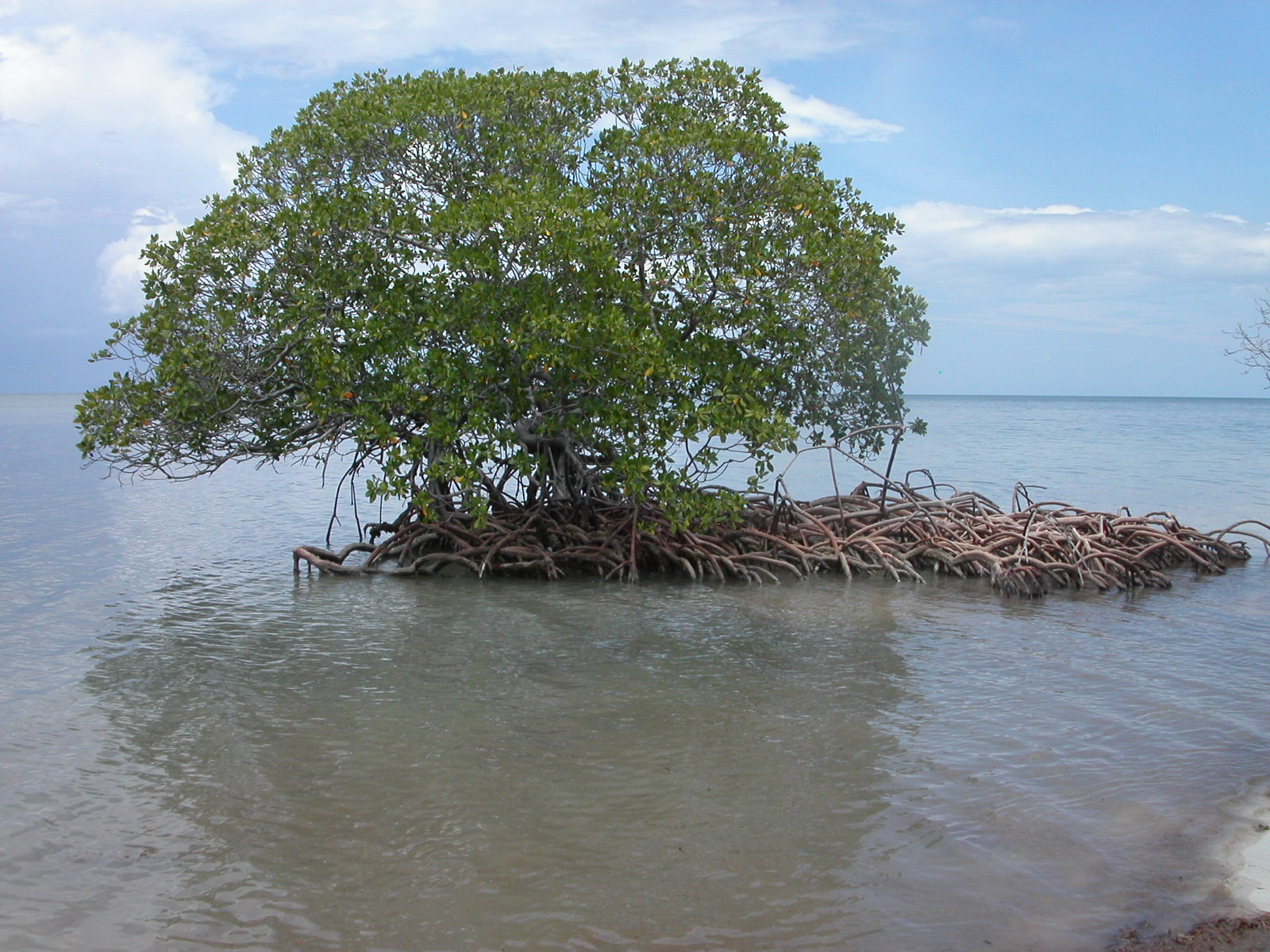
Exemplu de mangrove în Cuba

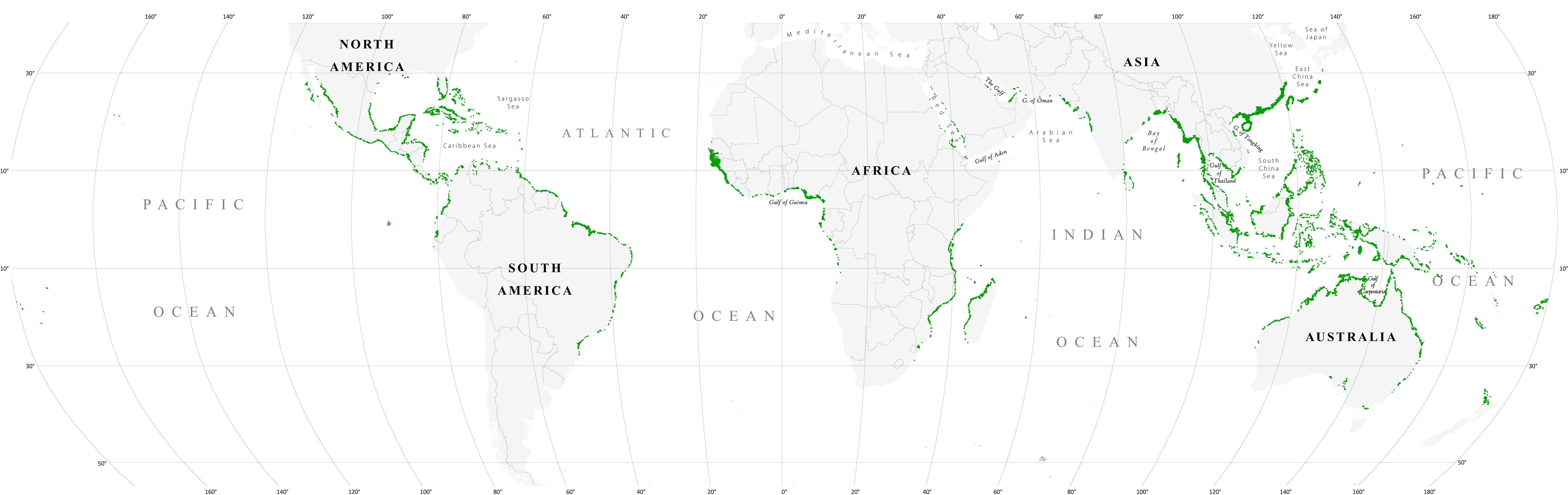
Răspândire (cu verde)

Mangrovele constituie un amestec de plante, în principal arbuști și copaci, care se dezvoltă în zona de variație a nivelului mării din cauza mareei, între nivelul fluxului și cel al refluxului. Apar în zona estuarelor.
Se dezvoltă sub formă de hățișuri dese de arbuști, uneori sub formă de arbori de 30 m care sunt întotdeauna verzi. Ele ocupă locurile adăpostite de bătaia vânturilor, adică golfurile și estuarele liniștite. Prezintă rădăcini adventive în formă de catalige cu rol de fixare a arborelui, dar au și rădăcini respiratorii. Sunt răspândite în două mari regiuni geografice: regiunea de est cu țărmurile tropicale umede din sudul și sud-estul Asiei, nord-estul Australiei, sud-estul Africii și regiunea de vest cu vestul Africii, țărmurile tropicale din estul Americii Centrale, sudul Americii.